# Free rock
Genres associés
rock expérimental, noise rock, free jazz, musique improvisée
Le free rock est un courant musical qui incorpore sur un fond d'inspiration rock, plutôt expérimental, des éléments caractéristiques empruntés au free jazz en particulier l'improvisation totale ainsi que la déstructuration de tout ou partie des éléments musicaux tels le rythme, l'harmonie ou la mélodie, mettant plutôt l'accent sur l'énergie, la recherche sonore, le détournement d'instrument par le biais des techniques de jeu étendues, le processus immédiat de création par l'improvisation ainsi que les interactions entre protagonistes. 